# Catalano di Monaco
Catalano di Monaco (Monaco, 1415 – Monaco, luglio 1457) è stato membro della famiglia Grimaldi e signore di Monaco dal 1454 al 1457.

## Biografia

### Infanzia

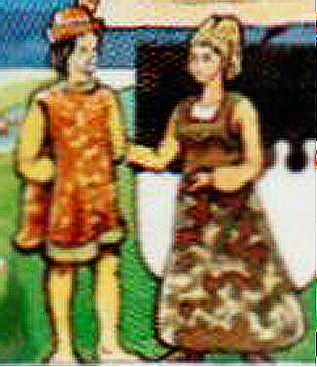
Giovanni I di Monaco e Pomellina Fregoso su di un francobollo

Catalano era figlio di Giovanni I, Signore di Monaco e di Pomellina Fregoso. Assieme al padre, fu all'attivo in numerosi servizi in particolare per quanto riguardò la diplomazia estera.

### Signore di Monaco
Alla morte del padre, nel 1454, divenne a tutti gli effetti, Signore di Monaco.

### Morte

Stemma dei Fregoso

Dal momento che era sempre stato di salute cagionevole, Catalano morì dopo solo tre anni di governo, nel 1457, lasciando un'unica figlia femmina, Claudina, avuta dalla moglie Bianca del Carretto, che gli succedette con la nonna Pomellina Fregoso quale sua tutrice.

## Ascendenza
|                      |                 |                        | Genitori              |  |  | Nonni |  |  | Bisnonni          |  |  | Trisnonni           |  |
|                      |                 |                        |                       |  |  |       |  |  | Carlo I di Monaco |  |  | Ranieri I di Monaco |  |
|                      |                 |                        |                       |  |  |       |  |  | Carlo I di Monaco |  |  | Ranieri I di Monaco |  |
|                      |                 | Salvatica Del Carretto |                       |  |  |       |  |  | Carlo I di Monaco |  |  |                     |  |
| Ranieri II di Monaco |                 |                        |                       |  |  |       |  |  | Carlo I di Monaco |  |  |                     |  |
|                      |                 | Lucchina Spinola       | Gherardo Spinola      |  |  |       |  |  |                   |  |  |                     |  |
|                      |                 | Lucchina Spinola       | Gherardo Spinola      |  |  |       |  |  |                   |  |  |                     |  |
|                      |                 | Lucchina Spinola       | Pietra De Marini      |  |  |       |  |  |                   |  |  |                     |  |
| Giovanni I di Monaco |                 | Lucchina Spinola       |                       |  |  |       |  |  |                   |  |  |                     |  |
|                      |                 | …                      | …                     |  |  |       |  |  |                   |  |  |                     |  |
|                      |                 | …                      | …                     |  |  |       |  |  |                   |  |  |                     |  |
|                      |                 | …                      | …                     |  |  |       |  |  |                   |  |  |                     |  |
| Isabella Asinari     |                 | …                      |                       |  |  |       |  |  |                   |  |  |                     |  |
|                      |                 | …                      | …                     |  |  |       |  |  |                   |  |  |                     |  |
|                      |                 | …                      | …                     |  |  |       |  |  |                   |  |  |                     |  |
|                      |                 | …                      | …                     |  |  |       |  |  |                   |  |  |                     |  |
| Catalano di Monaco   |                 | …                      |                       |  |  |       |  |  |                   |  |  |                     |  |
|                      | Rolando Fregoso | Pietro Fregoso         |                       |  |  |       |  |  |                   |  |  |                     |  |
|                      | Rolando Fregoso | Pietro Fregoso         |                       |  |  |       |  |  |                   |  |  |                     |  |
|                      | Rolando Fregoso | Orietta ?              |                       |  |  |       |  |  |                   |  |  |                     |  |
| Pietro Fregoso       | Rolando Fregoso |                        |                       |  |  |       |  |  |                   |  |  |                     |  |
|                      |                 | Manfredina ?           | …                     |  |  |       |  |  |                   |  |  |                     |  |
|                      |                 | Manfredina ?           | …                     |  |  |       |  |  |                   |  |  |                     |  |
|                      |                 | Manfredina ?           | …                     |  |  |       |  |  |                   |  |  |                     |  |
| Pomellina Fregoso    |                 | Manfredina ?           |                       |  |  |       |  |  |                   |  |  |                     |  |
|                      |                 | Enrichetto Doria       | Cassano Doria         |  |  |       |  |  |                   |  |  |                     |  |
|                      |                 | Enrichetto Doria       | Cassano Doria         |  |  |       |  |  |                   |  |  |                     |  |
|                      |                 | Enrichetto Doria       | Geronima Del Carretto |  |  |       |  |  |                   |  |  |                     |  |
| Benedetta Doria      |                 | Enrichetto Doria       |                       |  |  |       |  |  |                   |  |  |                     |  |
|                      |                 | Andreola ?             | …                     |  |  |       |  |  |                   |  |  |                     |  |
|                      |                 | Andreola ?             | …                     |  |  |       |  |  |                   |  |  |                     |  |
|                      |                 | Andreola ?             | …                     |  |  |       |  |  |                   |  |  |                     |  |
|                      |                 | Andreola ?             |                       |  |  |       |  |  |                   |  |  |                     |  |